# Гасан-бек Хади
Гасан-бек Хади (азерб. Həsən bəy Hadi; 1835—1900) — азербайджанский поэт. Писал под псевдонимом Хади.

## Биография
Гасан Хади Гарабаги (Гасан бек Рзагулу бек оглу Алибеков) родился в 1835 году в городе Шуша. Начальное образование получил у известного в своё время мирзы Керим-бека Гаджи Мухаммед-бек оглы.
Получив религиозное образование, Гасан-бек с раннего детства рос в среде, где царила атмосфера религиозности и консерватизма. Занимался торговлей. Небольшая его лавка находилась на городском рынке и поселке Карьягин (ныне Физули).
Гасан-бек с юности увлекался поэзией, позже считался одним из завсегдатаев литературного кружка «Меджлиси-фарамушан» под руководством Мир Мохсуна Навваба.
Гасан-бек Гарабаги писал стихи под псевдонимом Хади. Его художественное наследие состоит в основном из газелей, а также эпиграмм и пасквилей, написанных в классическом стиле.
Гасан-бек Хади считался авторитетным религиозным деятелей. Он был известен ещё и тем, что конфликтовал с редактором газеты «Экинчи» Гасан-беком Зардаби. В газете публиковались материалы антирелигиозного содержания, в которых высмеивал духовенство. Гасан Хади посвятил не одну критическую статью в адрес редакции. Самой нашумевшей его публикацией стал пасквиль в ответ на статью в «Экинчи» о церемонии Ашура. Это стихотворение тогда распространилось по всему Азербайджану, и вызвала неоднозначную реакцию в обществе. За эту публикацию он подвергся резкой критике со стороны Мирзы Фатали Ахундова и Сеид Азим Ширвани .
Гасан-бек Хади скончался в 1900 году и был похоронен в Барде на кладбище Имамзаде.